# Cijati (Cimanggu)
Cijati is een bestuurslaag in het regentschap Cilacap van de provincie Midden-Java, Indonesië. Cijati telt 5559 inwoners (volkstelling 2010).